# 노메

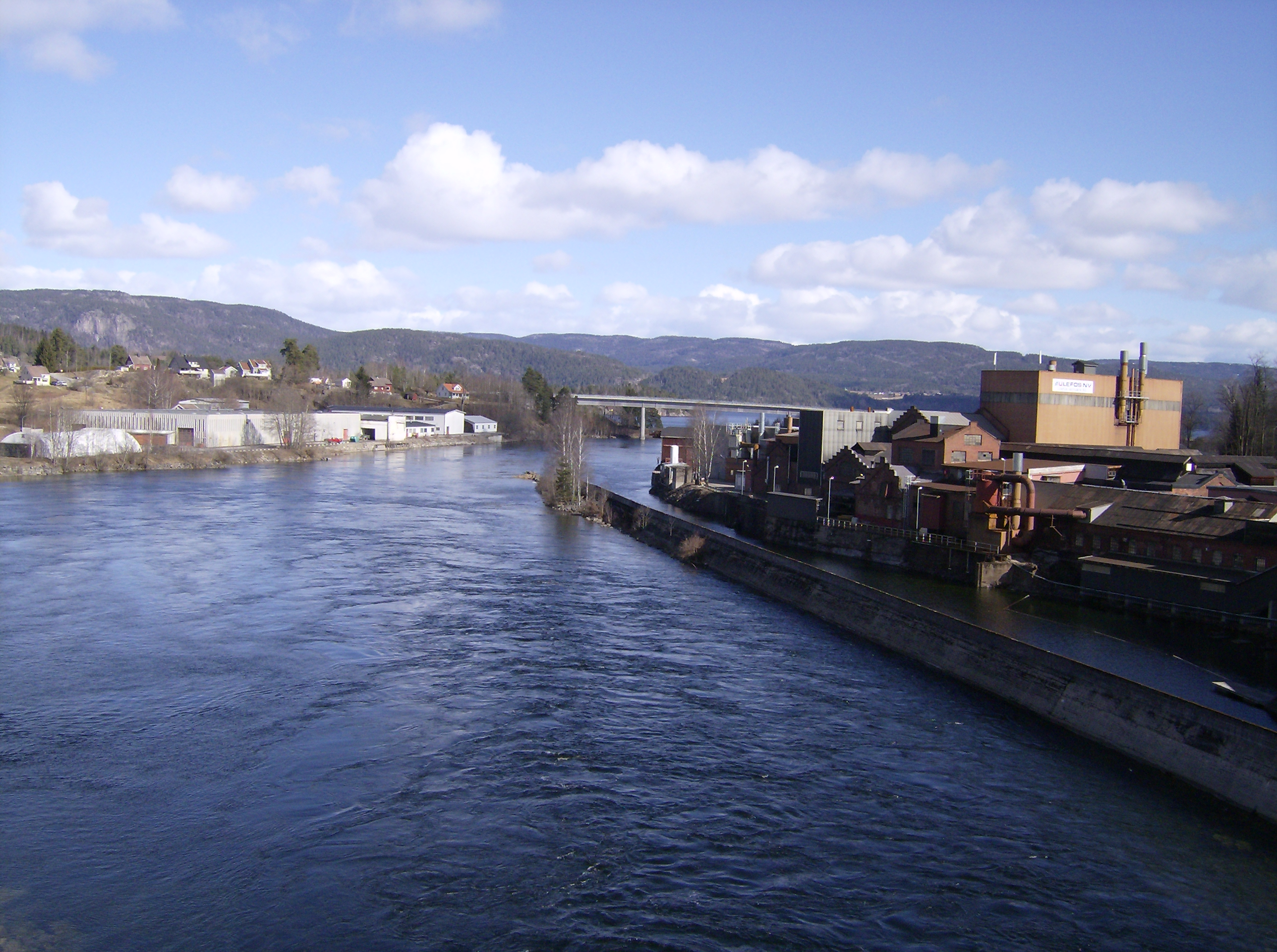
노메의 울레포스(Ulefoss) 시가지

노메의 위치

노메(노르웨이어: Nome)는 노르웨이 텔레마르크주의 도시이자 지방 자치체로 행정 중심지는 울레포스(Ulefoss)이며 면적은 430km2, 인구는 6,606명(2004년 기준), 인구 밀도는 17명/km2이다.

시 문장